# Amyloporiella saxonica
Amyloporiella saxonica är en svampart som först beskrevs av Dörfelt, och fick sitt nu gällande namn av Krieglst. 1991. Amyloporiella saxonica ingår i släktet Amyloporiella och familjen Polyporaceae.   Inga underarter finns listade i Catalogue of Life.